# Besenello
Besenello település Olaszországban, Trento megyében. Lakosainak száma 2777 fő (2023. január 1.). Besenello Aldeno, Calliano, Folgaria, Nomi, Trento és Altopiano della Vigolana községekkel határos.

## Népesség
A település népességének változása:
| Lakosok száma | 2658 | 2663 | 2777 |
|               | 2017 | 2018 | 2023 |